# Lestari Indah
Lestari Indah is een bestuurslaag in het regentschap Simalungun van de provincie Noord-Sumatra, Indonesië. Lestari Indah telt 3780 inwoners (volkstelling 2010).